# Lyons (Oregón)
Lyons es una ciudad ubicada en el condado de Linn en el estado estadounidense de Oregón. En el año 2000 tenía una población de 1008 habitantes y una densidad poblacional de 452 personas por km².

## Geografía
Lyons se encuentra ubicada en las coordenadas 44°46′19″N 122°36′22″O / 44.77194, -122.60611.

## Demografía
Según la Oficina del Censo en 2000 los ingresos medios por hogar en la localidad eran de $40 368 y los ingresos medios por familia eran $45 875. Los hombres tenían unos ingresos medios de $34 286 frente a los $22 083 para las mujeres. La renta per cápita para la localidad era de $15 628. Alrededor del 11,7% de la población estaban por debajo del umbral de pobreza.